# Pays de Bray
Pour les articles homonymes, voir Bray et Braye.
Le pays de Bray est une région naturelle de France du Nord-Ouest de la France. À cheval sur les départements de Seine-Maritime et de l'Oise, il constitue une bande d'une dizaine de kilomètres de large s'étirant sur environ quatre-vingts kilomètres entre Londinières et Beauvais. Créé à partir de l'érosion d'un anticlinal, c'est une région de bocage, qui se caractérise par son sol argileux, favorable aux herbages pour l'élevage bovin laitier. La partie du pays de Bray située en Seine-Maritime est le Bray normand. La partie qui est dans l'Oise appartient quant à elle historiquement au Beauvaisis ; elle est appelée Bray picard.

## Toponymie
Le nom de la région est attesté sous les formes Brago entre 662 et 833, pagus bracius au IXe siècle, Brai en 1097, Braium en 1170, Brayo en 1211, Bray au XVe siècle.

La forme actuelle est attestée dans « silva que dicitur forest de Bray » dès 1157.

### Étymologie
Bray est un terme de l'ancien français signifiant « terrain humide », « lieu boueux » et « vallée », issu de braco / bracu, attesté au VIIe siècle dans une glose des Gesta de l'Abbaye de Fontenelle et est vraisemblablement d'origine gauloise.
Le mot brai est encore mentionné au XIIe siècle dans le Raoul de Cambrai au sens de « boue », et reste encore vivant dans certains dialectes de langue d'oïl au sens de « terrain humide » (Piéron). Ce terme a peut-être le même étymon gaulois que bracis « moût, malt, grain pour faire de la bière », d'où brai(s) et brasser.
À noter aussi, le terme français brai « résidu pâteux de la distillation de la houille ou du pétrole » et qui aurait cependant une autre étymologie.

## Géographie

### Situation et limites

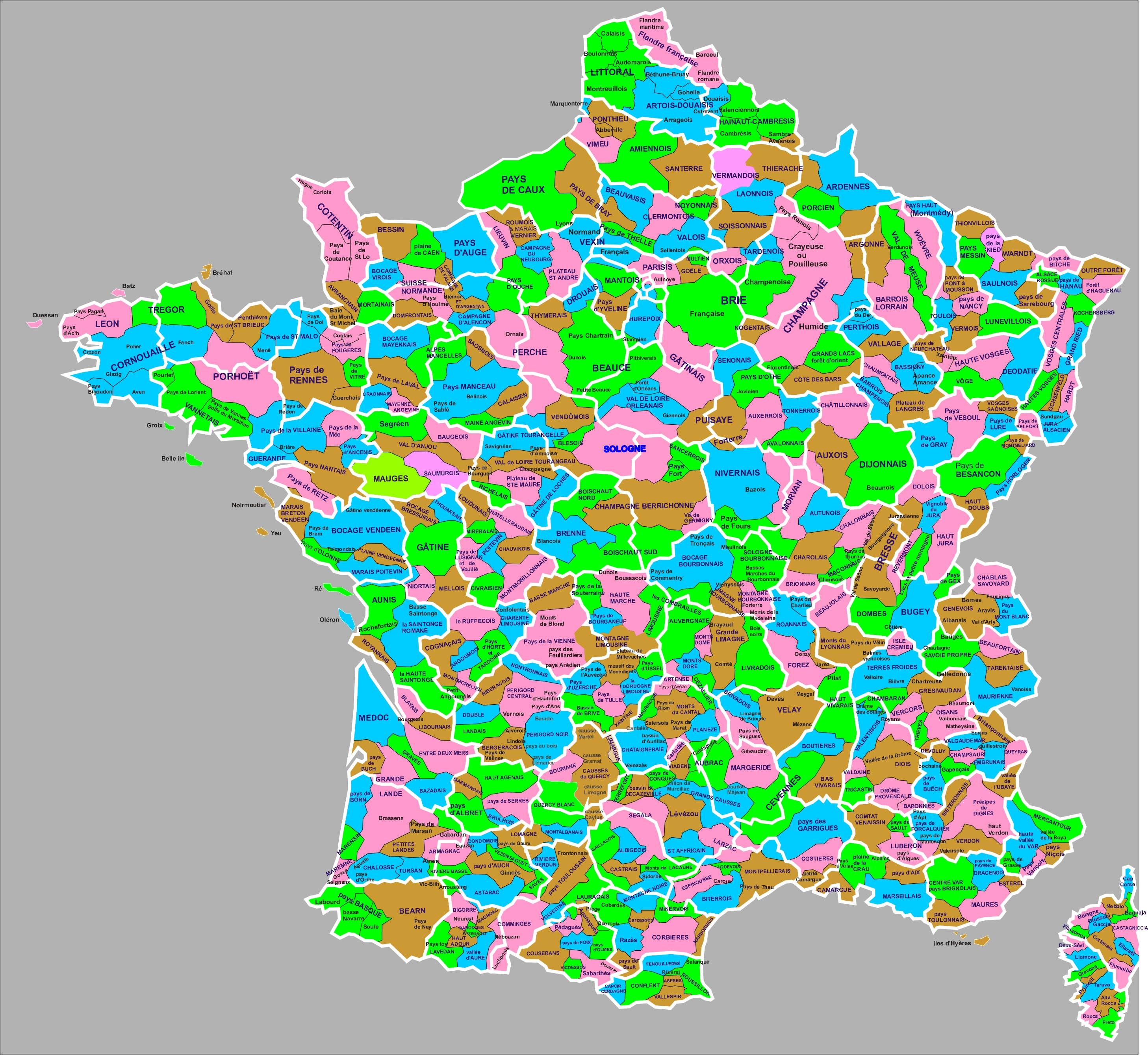
La mosaïque des régions naturelles de France.

Le Pays de Bray est une cuvette vallonnée qui s'étend des côtes de la Manche au Beauvaisis et au pays de Thelle. Il est délimité par les plateaux voisins du Pays de Caux et de Picardie.

### Géologie
Sur le plan géologique, le pays de Bray correspond à un anticlinal érodé du Bassin parisien, sorte de pli étroit au centre d'un vaste plateau calcaire formant la Picardie au nord, le pays de Caux à l'ouest, le Thelle et le Vexin au sud-est. Le soulèvement d'origine (de 5 à 600 mètres d'altitude) a été abaissé par l'érosion, mettant à découvert les couches argileuses dans une région en forme elliptique, qui lui a valu le nom de « Boutonnière du pays de Bray ». Elle est caractérisée par des pendages forts au Nord (environ 45°) et des pendages faibles au Sud (environ 15°), et par des escarpements formant deux sortes de « lèvres », côtes ou cuestas crayeuses de 60 à 100 m de dénivellation, délimitant une dépression anticlinale. Le bombement asymétrique devait être haut de 500, voire 600 m mètres à l'ère tertiaire. Le rejeu de la faille du Bray que borde la cuesta Nord, a provoqué l'affaissement du compartiment Est par rapport au compartiment Ouest.
Certaines argiles du pays de Bray, appelées localement « terres à pots » (le terme « argile », en picard, étant réservé à une terre argileuse servant à préparer le torchis), sont à l'origine d'une industrie millénaire de la poterie usuelle dans le Bray picard, situé en Beauvaisis. D'autres parties du Bray présentent des buttes de sable sur socles de grès ferrugineux, où pousse la forêt. Citons comme exemple la forêt du Haut Bray, à l'ouest de Beauvais, à la flore caractéristique. Entre autres, il y pousse des « abrets » (myrtilles). Le Haut Bray, grâce à sa géologie, a la double particularité d'avoir produit à la fois un artisanat de la poterie et une végétation exceptionnelle dans un paysage rare. Le point le plus haut du pays de Bray et de la Seine-Maritime se situe sur la commune de Conteville au sud-est de Neufchâtel-en-Bray avec une altitude de 247 m (49°41'18.69"N 1°38'30.52"E). Le plus haut point dans l'Oise se situe au sommet du bois de Courcelles, à 240 m, commune de Savignies. C'est aussi le plus haut point du département de l'Oise.
| |
| Carte géologique du Bassin parisien (BSZ Bray dextral Shear Zone, zone de cisaillement dextre de Bray dont le rejet horizontal serait de plusieurs dizaines de kilomètres). |

| |
| Carte géologique du bassin anglo-parisien montrant la boutonnière du Boulonnais (partie française de l'anticlinal Weald-Artois (en)). La zone faillée Wight – Bray – Vittel, comprend des failles tardivarisques N110° ayant rejoué en cisaillement (en) horizontal ou en transpression |

| |
| Argueil et son manoir sont situés sur la cuesta sud de la boutonnière. Leur horizon est barré par le Mont Sauveur, butte-témoin détachée du plateau de Caux. |

### Milieux et paysages

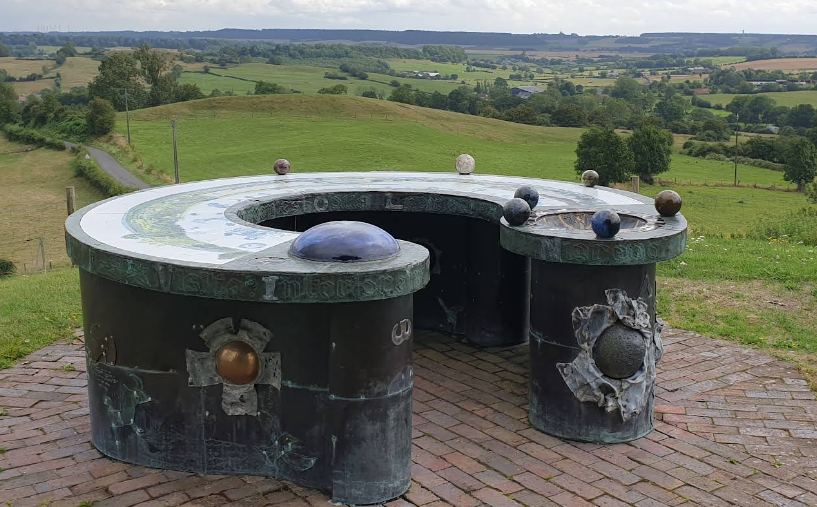
La « route des paysages » qui fait le tour de la boutonnière est jalonnée de sites équipés d'une table d'orientation, parfois œuvre d'art. Celle de La Ferté-Saint-Samson offre une vue panoramique à 300° sur le pays de Bray.

### Hydrographie
Le pays de Bray est riche de sources et de nombreux cours d'eau y naissent, notamment l'Epte et l'Andelle, affluents de la Seine, et la Béthune, la Varenne et l'Eaulne, affluents de l'Arques, petit fleuve côtier tributaire de la Manche. L'Avelon, qui se jette dans le Thérain à Beauvais (Oise), prend aussi sa source dans le pays de Bray. Il existe par ailleurs des sources ferrugineuses à l'origine de la vocation thermale (et du nom actuel) de Forges-les-Eaux.

## Histoire

### Antiquité
À l'époque romaine, la dépression du pays de Bray matérialise la limite entre la Gaule belgique et la Lyonnaise.

### Époque contemporaine

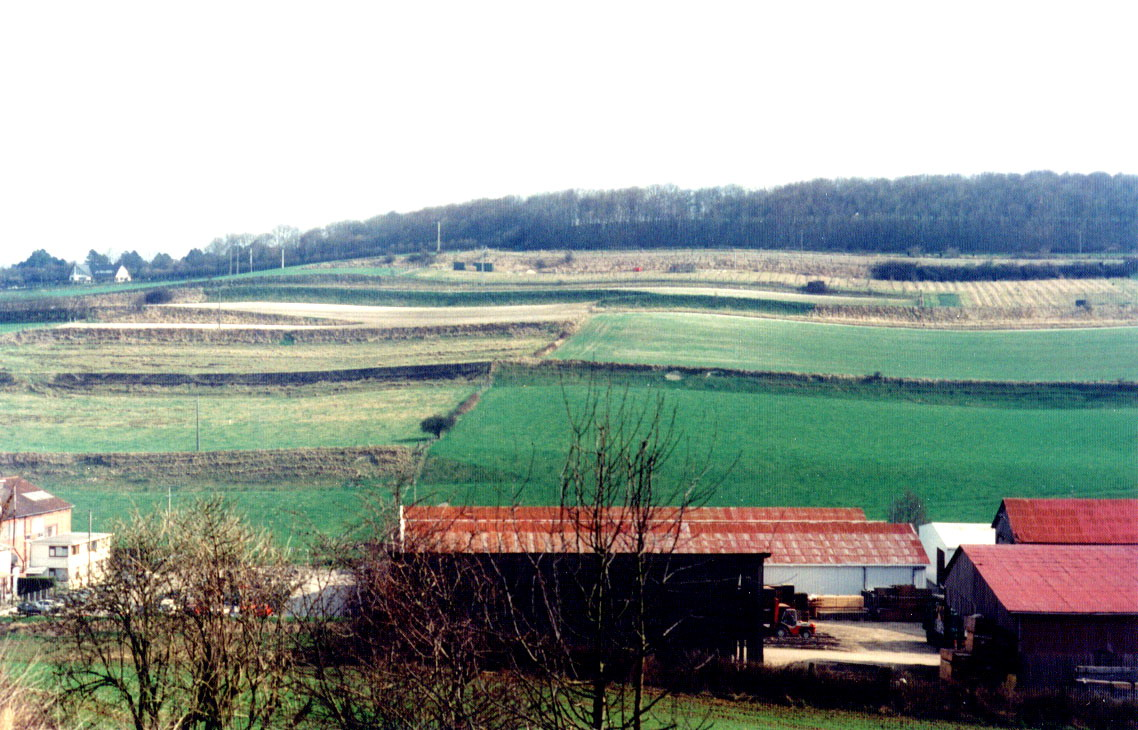
Les rideaux du pays de Bray, nommés localement rillons ou royons, se sont formés au-dessus d'anciennes limites de champs.

## Les constructions traditionnelles
L'habitat rural s'y caractérise par l'utilisation du torchis et, depuis le XIXe siècle, de la brique, et de la tuile, qui a remplacé le chaume au début du XXe siècle, ainsi que l'ardoise d'Angers. Les maisons brayonnes traditionnelles diffèrent des maisons cauchoises par le fait que le torchis et un lait de chaux, surtout dans la partie du pays de Bray picard, recouvrent souvent les colombages, à l'exception des poutres maîtresses. La brique, mais aussi la pierre, le silex, la tuile et l'ardoise étaient employées couramment depuis la fin du Moyen Âge pour l'édification des fermes seigneuriales, des gentilhommières, des châteaux et des églises.

## Cidre, calvados, pommeau et fromages
Les principales villes du pays de Bray sont Neufchâtel-en-Bray, Forges-les-Eaux et Gournay-en-Bray, en Seine-Maritime, Auneuil dans l'Oise. C'est avant tout une région agricole. Elle produit notamment trois appellations d'origine contrôlée (AOC) : le fromage neufchâtel, le calvados et le pommeau de Normandie. C'est également dans le pays de Bray, à Ferrières-en-Bray, qu'a été inventé dans les années 1850 le petit-suisse, fromage frais qui fit la fortune de la société Gervais (dont le fondateur Charles Gervais était brayon), devenue Danone. À la fin du XXe siècle, un fromage local du Beauvaisis a été recréé sous le nom de « Bray picard », et deux autres sous le nom de « tomme au foin » et « tomme au cidre ». Le pays de Bray est, en effet, producteur de cidre, et aussi de poiré.

## La poterie du pays de Bray picard
Le pays de Bray picard, dans l'Oise, qui appartient au Beauvaisis, a une longue tradition de poterie, céramique, brique et tuile. Les communes de Savignies, Lachapelle-aux-Pots, Saint-Germain-la-Poterie et Saint-Paul sont au cœur de cette industrie, qui, à la fin du Moyen Âge déjà, exportait ses poteries utilitaires jusqu'en Angleterre et au-delà du Rhin[Où ?]. Au XXIe siècle, demeure la poterie d'art, notamment à Savignies et Saint-Paul. Le Musée de la Poterie de La Chapelle aux Pots (voir Lachapelle-aux-Pots ) et Le Musée départemental de l'Oise, à Beauvais, possèdent de remarquables collections de poteries du Bray picard. Le Groupement de recherches et d'études de la céramique du Beauvaisis (GRECB), dont le siège est à la Maison Gréber de Beauvais, a publié de nombreux articles et ouvrages sur le sujet.

## Sidérurgie
Le pays de Bray fut un site de production sidérurgique important au Moyen Âge,.
Deux méthodes de réduction de minerai de fer étaient utilisées au XVe siècle.
C'est d'abord le procédé direct, historique, avec de simples fours à bois. Au XVe, le développement du procédé indirect avec l'aide de l'énergie hydraulique et des hauts-fourneaux se développe dans le Nord de l'Europe et de la France, dont le pays de Bray. Pourtant, aucune des cathédrales du Moyen Âge ne sera construite avec le fer du pays de Bray, le site de production sidérurgique le plus proche.

## Tuile et «pavé»
La fabrication de la tuile est très développée dans le pays de Bray picard. La tuile dite « de Saint-Germain » (Saint-Germain-la-Poterie, Oise) est réputée au XIXe siècle. Elle est remplacée au XXe siècle par la « tuile mécanique » des Tuileries de Beauvais, fabriquée à Saint-Paul. Cette tuilerie disparaît à la fin des années 1970. La tuile des Éts Huguenot Fénal la remplace alors. Elle est fabriquée à Saint-Germer-de-Fly. Ce qui est appelé localement « pavé » (carrelage) représente également une production importante du pays de Bray. Sa fabrication s'est développée sous le Second Empire. La fabrique d'Auneuil n'existe plus, mais la briqueterie d'Allonne, et l'usine de Saint-Samson-la-Poterie (Oise) ont pris un nouvel essor en ce début du XXIe siècle. Elles produisent du « pavé » traditionnel. Tout autant que la restauration d'ancien, ces établissements permettent de poser du « pavé » ou carrelage de qualité et très original[pourquoi ?] dans les maisons actuelles.

## Littérature
L'écrivain de référence du pays de Bray picard est Philéas Lebesgue (1869-1958), né et mort à La Neuville-Vault (Oise). Plusieurs centaines de ses mille six cents poèmes évoquent le pays de Bray picard, ainsi que de nombreux articles et quelques-uns de ses romans, notamment :
- Destin, journal d'une femme, 4 éditions depuis 1903, la plus récente par la Sté des Amis de Ph. Lebesgue, 1990, 220 p.
- Les Charbons du foyer, Paris, Ed. de La Phalange, 1909, 315 p.
- Le Sang de l'Autre, 4 éditions depuis 1901, la plus récente par Ed. du Trotteur ailé, 2010, 232 p.
- Terre picarde, Grandvilliers, Ed. du Bonhomme picard, 1950. Réédité par Ed. du Trotteur ailé, 2008, 95 p.

On retrouve également le pays de Bray picard dans des ouvrages de François Beauvy , notamment dans son mémoire de DEA et sa thèse de doctorat :
Le Paysage dans l'œuvre poétique de Philéas Lebesgue, mémoire de DEA , faculté des lettres d'Amiens, 1994, publié en 1995, 150  p. Philéas Lebesgue et ses correspondants en France et dans le monde de 1890 à 1958, thèse de doctorat de langue et littérature françaises, université Paris X - Nanterre, publiée en 2004.
- La Collégienne, roman, Amiens, collection Eklitra, 1982, 70 p.

Langues régionales
Le pays de Bray possède deux langues régionales : le normand sur son versant normand, le picard sur son versant picard. Le pays de Bray étant un pays de marche (« frontalier »), le picard y a assimilé quelques mots normands et le normand certains mots picards, mais dans des proportions minimes. Quelques traits phonétiques distinguent le picard local du normand local, par exemple  les articles le et la qui se disent ech et el en picard. Cependant, les traits consonantiques essentiels propres au nord de la ligne Joret se retrouvent dans l'un et l'autre dialecte et on constate une pénétration de certaines autres caractéristiques du picard dans la partie normande.
Réf . François Beauvy, Dictionnaire picard des parlers et traditions du Beauvaisis, Beauvais et Amiens, Mutualité agricole de l'Oise, collection Eklitra, 1990, 359 p., nombreux dessins et photographies.
Voies de communication
Le pays de Bray est desservi par les axes routiers principaux suivants :
- dans le sens sud-est-nord-ouest, la RD 915, qui constitue l'axe Paris-Dieppe et croise à Gournay-en-Bray la route nationale 31, reliant  Rouen à Reims, par Beauvais, orientée ouest-est ;
- dans le sens sud-ouest-nord-est, l'A28, portion de l'autoroute dite des estuaires, reliant Abbeville à Rouen.

L'ancien chemin de fer de Paris à Dieppe, via Pontoise et Gisors, traversait jadis le pays de Bray dans toute sa longueur et en était la principale infrastructure ferroviaire. Les voies entre Serqueux et Dieppe ont été supprimées à la fin du XXe siècle, et le tronçon restant a été remis en service en décembre 2013. Cette ligne croise à Serqueux la ligne de Rouen à Amiens, également en service.
Pays environnants :
- Pays de Caux (à l'ouest) ;
- Vexin normand et Vexin français (au sud) ;
- Pays de Thelle (au sud-est) ;
- Plateau picard, en Beauvaisis (à l'est).

## Les communes du pays de Bray
Le pays de Bray normand est composé de 120 communes, réparties sur 7 cantons (Argueil, Bellencombre, Forges-les-Eaux, Gournay-en-Bray, Londinières, Neufchâtel-en-Bray et Saint-Saëns).
Le pays de Bray picard comprend plusieurs cantons situés à l'ouest de Beauvais. Aussi, La Feuillie (Seine-Maritime) célèbre pour l’église Saint-Eustache.